# Living with the Land

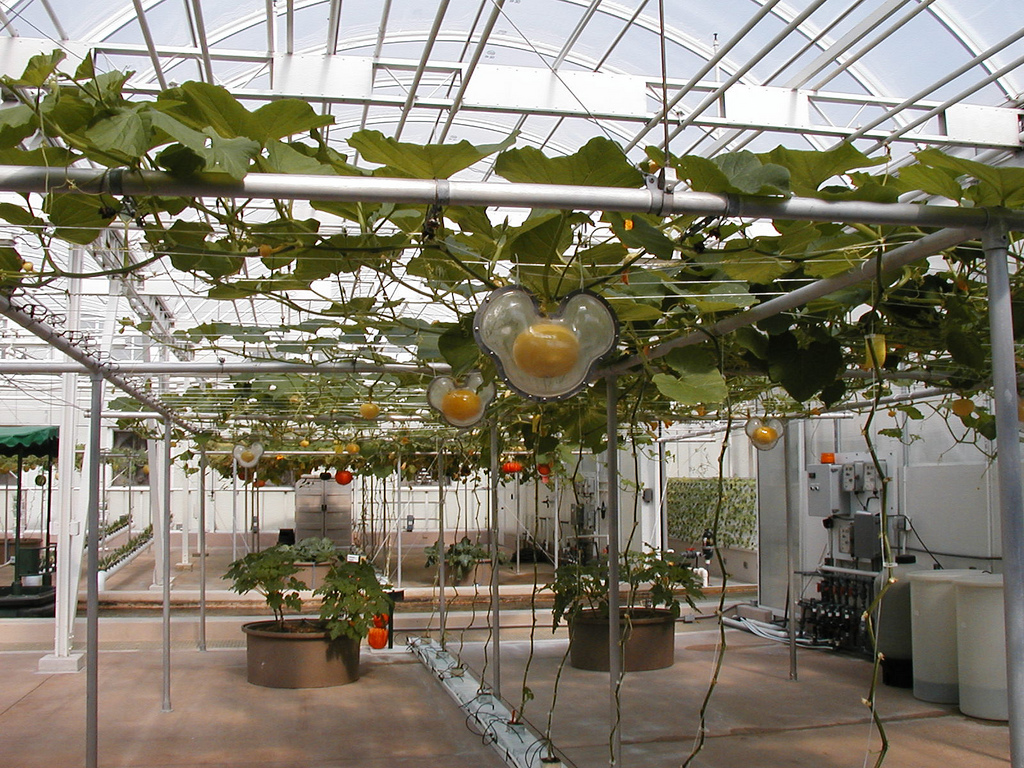
Pompoenen die gekweekt worden in de vorm van Mickey Mouse in het String Greenhouse

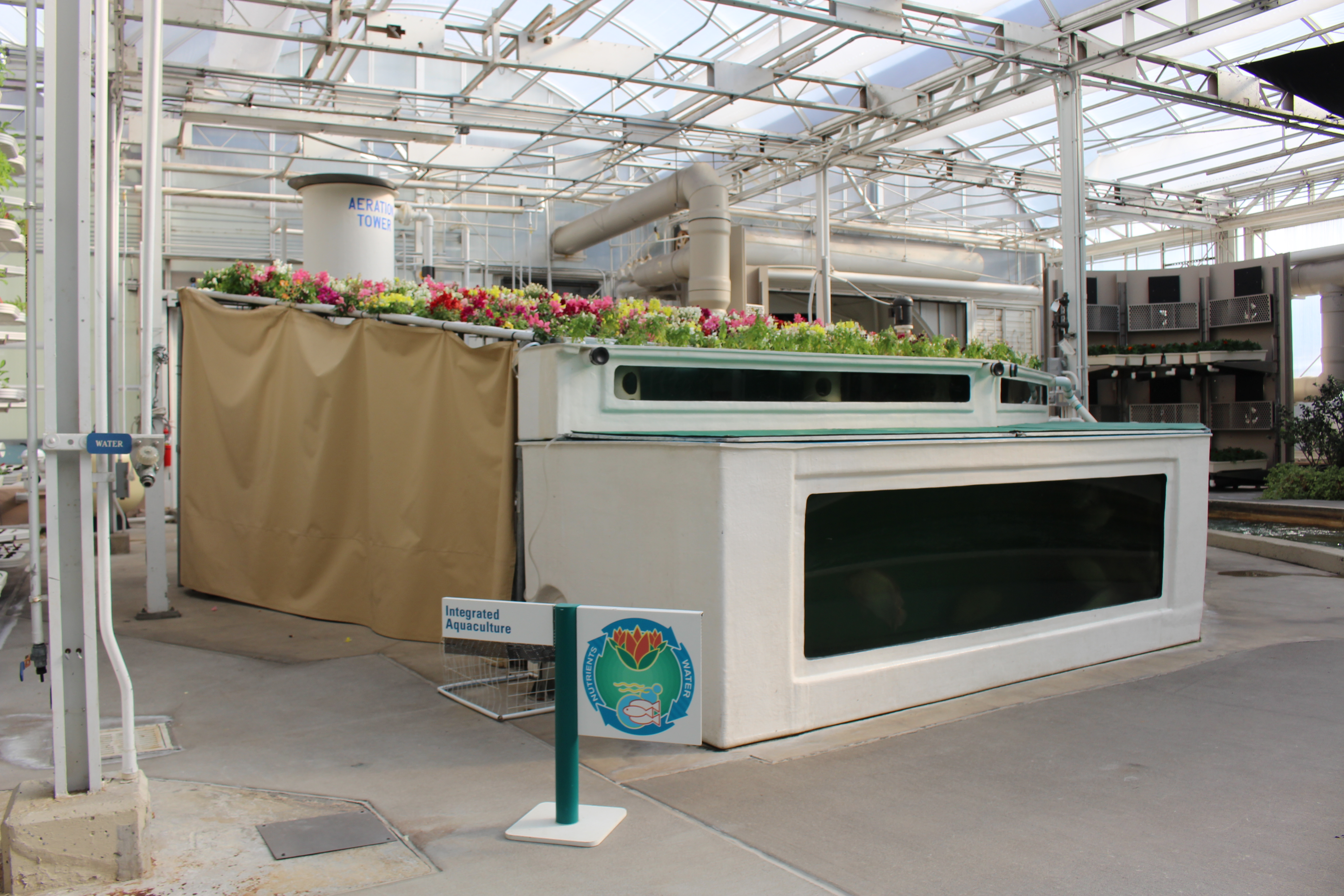
Een combinatie tussen aquacultuur en hydrocultuur in het Creative Greenhouse

Living with the Land is een attractie in het Amerikaanse attractiepark Epcot, die geopend werd op 10 december 1993. Het is een combinatie tussen een dark water ride en een rondvaart door enkele tuinbouwkassen. De attractie verving de voormalige maar gelijkaardige attractie Listen to the Land, die haar deuren voorgoed sloot op 27 september 1993.

## Geschiedenis

### Listen to the Land (1982-1993)
Toen de plannen voor het oorspronkelijke The Land-paviljoen (dat eerst gefocust was op de aarde en diens mineralen) wijzigden naar een paviljoen dat meer de nadruk zou leggen op land- en tuinbouw, ontstond het idee voor een rondvaart door enkele kunstmatige biomen en tijdelijke tuinbouwkassen. Via een abstracte en muzikale blik op de ontwikkeling van een zaadje tot een volwaardige plant (de Symphony of the Seed), zou de rondvaart achtereenvolgens langs een tropisch bos, een tropische kas, een woestijn, een woestijnkas, een moeras een hydrocultuurkas, een hedendaagse boerderij en een boerderij van de toekomst leiden.
Hoewel dit ontwerp in 1979 werd omgegooid tot het ontwerp van de uiteindelijke attractie, bleef het basisidee hetzelfde. De rondvaart startte met de Symphony of the Seed, om vervolgens langs scènes met een tropisch bos, een woestijn, een prairie en een Amerikaanse boerderij te varen. Door een boerderijschuur voeren de boten vervolgens door een aantal permanente tuinbouwkassen: een tropische kas, een ruimte met aquacultuur, een woestijnkas, een productiekas en een creatieve kas, waar in samenwerking met het United States Department of Agriculture aan land- en tuinbouwinnovaties werd gewerkt. Onderwijl werd door een personeelslid op de boot mondeling toelichting gegeven. De attractie opende in deze vorm op 1 oktober 1982, samen met het gehele The Land-paviljoen onder sponsoring van Kraft Foods.

### Living with the Land (1993-heden)
Toen op 26 september 1993 de sponsoring van Kraft Foods ten einde kwam, en Nestlé de sponsoring overnam, werd Listen to the Land op 27 september 1993 gesloten. Na enkele kleine aanpassingen opende de attractie onder de nieuwe naam Living with the Land. Symphony of the Seeds werd vervangen door een storm-scène, de woestijnkas werd een kas voor een gematigde klimaatzone en de productiekas werd een kas met tuinbouw aan kabels. Het personeelslid dat mondeling toelichting gaf werd geschrapt en vervangen door een vooraf ingesproken toelichting door Marsha Mason en Mike Brassell. 3 maanden na de sluiting van Listen to the Land werd Living with the Land geopend op 10 december 1993.

## Beschrijving
Het opstapstation van Living with the Land ligt op de begane grond van het The Land-paviljoen. Nadat gasten in het bootje zijn gestapt, vaart de boot een donkere tunnel in, om vervolgens in een stormscène uit te komen. Een voice-over vertelt dat hoewel natuurkrachten gewelddadig en vernietiging overkomen, ze het begin vormen van een nieuwe levenscyclus, omdat ze de aarde verrijken met voedingsstoffen. Zo, zo wordt er gesteld, zijn de verschillende biomen op onze Aarde ontstaan. Vervolgens vaart de boot een tropisch bos in, waarbij verteld wordt dat dit de bioom is met de grootste en rijkste biodiversiteit. In deze scène zijn enkele animatronics van tropisch dieren te vinden, zoals vogels en alligators. Daarna leidt de route door een woestijn, waarbij verteld wordt dat de planten en dieren zich hebben aangepast aan de droge en dorre omgeving om te kunnen overleven. De volgende scène is die van een Amerikaanse prairie met animatronics van enkele Amerikaanse bizons en enkele prairiehonden. De verteller stelt dat de Amerikaanse prairies ooit op woestijnen leken, maar dat door latere verrijking met water en voedingsstoffen, de prairies nu de thuishaven zijn van de Amerikaanse boerderijen. Tot slot vaart de boot langs een Amerikaanse boerderij met animatronics van enkele boerderijdieren, om vervolgens een boerderijschuur in te varen. In deze schuur zijn projecties te vinden van de relatie tussen mens en land. De verteller stelt dat de mens het land voor generaties heeft gebruikt en soms zelfs overgebruikt. Daarom moet de mens nu leren leven met het land, zo stelt de verteller: "Living with the Land".
Om de huidige en toekomstige ontwikkelingen binnen dit thema te laten zien, vaart de boot een aantal kassen door met hedendaagse en toekomstige tuinbouwmogelijkheden. In een eerste koepelvormige kas is de verbouwing van enkele tropische plantensoorten te zien: de Tropic Greenhouse. Na deze kas vaart de boot een tunnel in, de Aquacell, in alwaar verschillende voorbeelden van aquacultuur te zien zijn. Daarna vaart de boot door een driedelige kas, waarvan het eerste gedeelte de Temperate Greenhouse is, alwaar planten uit gematige klimaten worden verbouwd. In de String Greenhouse zijn planten te zien die over kabels zijn gespannen en die gevoed worden aan de hand van hydroculturen. Tevens hangen hier enkele vruchten, zoals pompoenen die zijn gekweekt in de vorm van Mickey Mouse. In het laatste gedeelte, het Creative Greenhouse, zijn voorbeelden te zien van aerocultuur en combinaties tussen hydrocultuur en aquacultuur. Tot slot vaart de boot een donkere tunnel in waar enkele foto's worden getoond van hedendaagse landbouw en een foto van de planeet Aarde. Daarna bereikt de boot het uitstapstation en kunnen gasten de boot verlaten.